# Peter DeBoer
Peter "Pete" DeBoer, född 13 juni 1968 i Windsor i Ontario, är en kanadensisk ishockeytränare och före detta professionell ishockeyforward som var senast tränare för Dallas Stars i National Hockey League (NHL) mellan den 21 juni 2022 och 6 juni 2025.

## Spelare
Peter DeBoer spelade för Milwaukee Admirals i International Hockey League (IHL) och Windsor Compuware Spitfires/Spitfires i Ontario Hockey League (OHL).
Han draftades av Toronto Maple Leafs i tolfte rundan i 1988 års draft som 237:e spelare totalt.

### Statistik
| Källa: Utv = Utvisningsminuter | Källa: Utv = Utvisningsminuter | Källa: Utv = Utvisningsminuter |             | Grundserie  | Grundserie  | Grundserie  | Grundserie  | Grundserie  |             | Slutspel    | Slutspel    | Slutspel    | Slutspel    | Slutspel    |
| Säsong                         | Lag                            | Liga                           | Matcher     | Mål         | Assist      | Poäng       | Utv         | Matcher     | Mål         | Assist      | Poäng       | Utv         |             |             |
| ------------------------------ | ------------------------------ | ------------------------------ | ----------- | ----------- | ----------- | ----------- | ----------- | ----------- | ----------- | ----------- | ----------- | ----------- | ----------- | ----------- |
| 1985–1986                      | Windsor Compuware Spitfires    | OHL                            | 55          | 3           | 6           | 9           | 20          | 11          | 1           | 0           | 1           | 0           |             |             |
| 1986–1987                      | Windsor Compuware Spitfires    | OHL                            | 52          | 13          | 17          | 30          | 37          | 14          | 4           | 9           | 13          | 16          |             |             |
| 1987–1988                      | Windsor Compuware Spitfires    | OHL                            | 54          | 23          | 18          | 41          | 41          | 12          | 4           | 4           | 8           | 14          |             |             |
| 1988–1989                      | Windsor Spitfires              | OHL                            | 65          | 45          | 46          | 91          | 40          | 4           | 2           | 3           | 5           | 0           |             |             |
|                                | Milwaukee Admirals             | IHL                            | 2           | 0           | 1           | 1           | 0           | 1           | 0           | 2           | 2           | 2           |             |             |
| 1989–1990                      | Milwaukee Admirals             | IHL                            | 67          | 21          | 19          | 40          | 16          | 6           | 0           | 3           | 3           | 4           |             |             |
| 1990–1991                      | Milwaukee Admirals             | IHL                            | 82          | 27          | 34          | 61          | 34          | 6           | 1           | 3           | 4           | 0           |             |             |
| 1991–1992                      | Spelade ej.                    | Spelade ej.                    | Spelade ej. | Spelade ej. | Spelade ej. | Spelade ej. | Spelade ej. | Spelade ej. | Spelade ej. | Spelade ej. | Spelade ej. | Spelade ej. | Spelade ej. | Spelade ej. |
| 1992–1993                      | Windsor Lancers                | CIAU                           | —           | 21          | 27          | 48          | 36          | —           | —           | —           | —           | —           |             |             |
| IHL totalt                     | IHL totalt                     | IHL totalt                     | 151         | 48          | 54          | 102         | 50          | 13          | 1           | 8           | 9           | 6           |             |             |
| OHL totalt                     | OHL totalt                     | OHL totalt                     | 226         | 84          | 87          | 171         | 138         | 41          | 11          | 16          | 27          | 30          |             |             |

## Tränare
Efter spelarkarriären har han haft olika befattningar inom juniorishockeylagen Detroit Jr. Red Wings, Detroit Jr. Whalers, Plymouth Whalers och Kitchener Rangers i OHL. Sedan 2008 har han tränat i NHL och varit tränare för Florida Panthers, New Jersey Devils, San Jose Sharks och Vegas Golden Knights.

### Statistik
Källa: 
| Lag                  | Säsong    | Grundserie | Grundserie | Grundserie | Grundserie         | Grundserie | Grundserie         | Slutspel                   |  |
| Lag                  | Säsong    | Matcher    | Vinster    | Förluster  | Övertids förluster | Poäng      | Placering          | Resultat                   |  |
| -------------------- | --------- | ---------- | ---------- | ---------- | ------------------ | ---------- | ------------------ | -------------------------- |  |
| Florida Panthers     | 2008–2009 | 82         | 41         | 30         | 11                 | 93         | 3:a i Southeast    | Missade slutspel.          |  |
| Florida Panthers     | 2009–2010 | 82         | 32         | 37         | 13                 | 77         | 5:a i Southeast    | Missade slutspel.          |  |
| Florida Panthers     | 2010–2011 | 82         | 30         | 40         | 12                 | 72         | 5:a i Southeast    | Missade slutspel.          |  |
| New Jersey Devils    | 2011–2012 | 82         | 48         | 28         | 6                  | 102        | 4:a i Atlantic     | Förlorade i finalen.       |  |
| New Jersey Devils    | 2012–2013 | 48         | 19         | 19         | 10                 | 48         | 5:a i Southeast    | Missade slutspel.          |  |
| New Jersey Devils    | 2013–2014 | 82         | 35         | 29         | 18                 | 88         | 6:a i Metropolitan | Missade slutspel.          |  |
| New Jersey Devils    | 2014–2015 | 36         | 12         | 17         | 7                  | 31         | (Sparkad)          | (Sparkad)                  |  |
| San Jose Sharks      | 2015–2016 | 82         | 46         | 30         | 6                  | 98         | 3:a i Pacific      | Förlorade i finalen.       |  |
| San Jose Sharks      | 2016–2017 | 82         | 46         | 29         | 7                  | 99         | 3:a i Pacific      | Förlorade i första ronden. |  |
| San Jose Sharks      | 2017–2018 | 82         | 45         | 27         | 10                 | 100        | 3:a i Pacific      | Förlorade i andra ronden.  |  |
| San Jose Sharks      | 2018–2019 | 82         | 46         | 27         | 9                  | 101        | 2:a i Pacific      | Förlorade i tredje ronden. |  |
| San Jose Sharks      | 2019–2020 | 33         | 15         | 16         | 2                  | 32         | (Sparkad)          | (Sparkad)                  |  |
| Vegas Golden Knights | 2019–2020 | 22         | 15         | 5          | 2                  | 32         | 1:a i Pacific      | Förlorade i tredje ronden. |  |
| Vegas Golden Knights | 2020–2021 | 56         | 40         | 14         | 2                  | 82         | 2:a i West         | Förlorade i tredje ronden. |  |
| Vegas Golden Knights | 2021–2022 | 82         | 43         | 31         | 9                  | 94         | 4:a i Pacific      | Missade slutspel.          |  |
| Dallas Stars         | 2022–2023 | 82         | 47         | 21         | 14                 | 108        | 2:a i Central      | Förlorade i tredje ronden. |  |
| Dallas Stars         | 2023–2024 | 82         | 52         | 21         | 9                  | 113        | 1:a i Central      | Förlorade i tredje ronden. |  |
| Dallas Stars         | 2024–2025 | 82         | 50         | 26         | 6                  | 106        | 2:a i Central      | Förlorade i tredje ronden. |  |
| Totalt               | Totalt    | 1261       | 662        | 447        | 152                | 1476       |                    |                            |  |